# Max Vauquelin
Max Vauquelin, né le 9 novembre 1936 à La Réunion (France), est un peintre réaliste français, spécialiste du trompe-l'œil.

## Biographie
Originaire de La Réunion, il rejoint Paris en 1965, puis découvre en 1990 l'œuvre de Jacques Poirier, qui fait naître sa vocation artistique.
Max Vauquelin est un spécialiste mondial du trompe-l'œil. Selon Le Delarge, « son trompe-l'œil diffère des canons du genre ». Il est notamment spécialisé dans les figures politiques. Certaines de ses œuvres se rapprochent du courant photographiste. Selon l'historienne de l'art Aude de Kerros, il est l'un des principaux membres du courant « moderne classique ».

## Prix
- 2005 : Prix Achille-Fould-Stirbey de l'Académie des beaux-arts[4].

## Œuvres
- Meli-meo (2005) ;
- L'Assemblée (2005) ;
- Chéri et souris (2005) ;
- Le Vieux chêne (2005).